# Kraussina rubra
Kraussina rubra är en armfotingsart som först beskrevs av Peter Simon Pallas 1766.  Kraussina rubra ingår i släktet Kraussina och familjen Kraussinidae. Inga underarter finns listade i Catalogue of Life.